# Helga Arendt
Helga Arendt (ur. 24 kwietnia 1964 w Kolonii, zm. 11 marca 2013 w Pulheim) – zachodnioniemiecka lekkoatletka, sprinterka.

## Osiągnięcia
- srebrny medal halowych mistrzostw Europy (bieg na 400 metrów, Budapeszt 1988)
- 7. (bieg na 400 metrów) oraz 4. (sztafeta 4 × 400 metrów) miejsca podczas igrzysk olimpijskich (Seul 1988)
- złoto halowych mistrzostw świata (bieg na 400 metrów, Budapeszt 1989)

## Rekordy życiowe
- bieg na 400 metrów – 50,36 (1988)
- bieg na 300 metrów (hala) – 36,49 (1988) rekord Niemiec
- bieg na 400 metrów (hala) – 50,84 (1988)